# Gliniany (województwo dolnośląskie)
Gliniany – wieś w Polsce położona w województwie dolnośląskim, w powiecie wołowskim, w gminie Wołów.

## Podział administracyjny
W latach 1975–1998 miejscowość administracyjnie należała do województwa wrocławskiego.

## Historia
Jedna z najstarszych wsi w okolicy. Miejscowość została wymieniona w zlatynizowanej formie Vglinau w łacińskim dokumencie wydanym w 1202 roku wydanym we Wrocławiu. W dokumencie z 1217 roku wydanym przez biskupa wrocławskiego Lorenza miejscowość wymieniona jest w formie Glynane.
W 1970 r. odkryto tu cmentarzysko kultury łużyckiej (epoka brązu, lata 1100-700 p.n.e.) W grobach znaleziono naczynia ceramiczne i wyroby metalowe, w tym figurkę kultową tzw. idol z Glinian (męskie bóstwo o dużej głowie, związane z kultem słońca i płodności). 